# Jacques Derrida
Jacques Derrida (El-Biar, Algerije, 15 juli 1930 – Parijs, 9 oktober 2004) was een Frans literair criticus en filosoof en wordt beschouwd als de grondlegger van deconstructie.
Zijn omvangrijke werk had een diepe invloed op de continentale filosofie en de algemene literatuurwetenschap. Derrida wordt vaak geassocieerd met poststructuralisme en postmodernisme, hoewel hij nooit de laatstgenoemde term gebruikte en zich ervan distantieerde.

## Leven
Jacques Derrida groeide op in El Biar, Algerije. Hij kwam uit een niet-intellectueel joods gezin. Als gevolg van het Frans-Algerijns antisemitische beleid onder het Vichy-regime werd hij net als de meeste andere joden in die tijd gediscrimineerd en van school gestuurd. In 1949 verhuisde hij naar Frankrijk, waar hij de rest van zijn leven bleef wonen.
Vanaf 1952 studeerde Derrida aan de École Normale Supérieure te Parijs bij onder andere Michel Foucault en Louis Althusser.  Tijdens de Algerijnse Onafhankelijkheidsoorlog vroeg Derrida om, bij wijze van vervangende dienstplicht, van 1957 tot 1959 kinderen van soldaten Frans en Engels te onderrichten. Na die oorlog verbond hij zich met de Tel Quel-groep, bestaande uit literaire en filosofische theoretici. Tegelijkertijd, van 1960 tot 1964, doceerde hij filosofie aan de Sorbonne, vervolgens nog eens twintig jaar aan de École Normale Supérieure, waar hij zelf had gestudeerd. Hij voltooide zijn Thèse d'État (een soort proefschrift) in 1980, dat later vertaald werd in het Engels onder de titel "The Time of a Thesis: Punctuations". Tot aan zijn dood was hij directeur aan de École des hautes études en sciences sociales in Parijs. In 1983 stichtte hij samen met François Châtelet en anderen het Internationaal College van Filosofie (Frans: CIPH), een onderzoeksinstituut dat ruimte gaf voor filosofisch onderzoek en lezingen waarvoor nergens anders in de academische wereld gelegenheid was. Hij werd verkozen tot eerste voorzitter.
Vanaf zijn eerste lezing in 1966 aan de Johns Hopkins University, waarin hij zijn essay "Structure, Sign, and Play in the Discourse of the Human Sciences" presenteerde, trok Derrida's werk internationaal aandacht. Voor de rest van zijn leven reisde hij veel en kreeg hij een aantal posities als docent, zowel als gast als permanent, vooral aan Amerikaanse universiteiten. Sinds 1986 was hij hoogleraar Geesteswetenschappen aan de Universiteit van Californië in Irvine, die nu een groot archief van zijn manuscripten bezit.
Derrida was lid van de American Academy of Arts and Sciences en ontving de Adorno-Preis in 2001 van de Universiteit van Frankfurt. Hij kreeg eredoctoraten van Cambridge University (na enige controverse), Columbia University, University of Essex, de Katholieke Universiteit Leuven en Williams College.
In 2003 werd bij Derrida agressieve alvleesklierkanker geconstateerd, waardoor hij zijn activiteiten sterk moest verminderen. Hij overleed in een Parijs' ziekenhuis in de nacht van vrijdag op zaterdag 9 oktober 2004.
Twee jaar voor zijn dood, in 2002, werd er een Amerikaanse documentaire gemaakt over Derrida, Derrida: The Movie, door Kirby Dick en Amy Ziering Kofman op muziek van Ryuichi Sakamoto. Deze had de vorm van een intense dialoog waarin wordt gezocht naar een relatie tussen zijn theorie en zijn persoonlijke leven.

## Werk

### Vroegste werken
Derrida's vroegste werk was een kritiek van de begrenzingen van de fenomenologie: zijn eerste these handelde over Edmund Husserl, ingediend in 1954 en veel later gepubliceerd als Le problème de la genèse dans la philosophie de Husserl. In 1962 vertaalde hij Husserls essay Origin of Geometry en voorzag hij deze van een eigen inleiding.
Derrida kreeg voor het eerst internationale aandacht met zijn lezing "Structure, Sign, and Play in the Discourse of the Human Sciences" die hij gaf aan de Johns Hopkins University in 1966 (de tekst werd vervolgens opgenomen in L'écriture et la différence (1967)). De conferentie ging over het structuralisme, dat op dat moment in Frankrijk zijn hoogtepunt had bereikt, maar nog maar pas aandacht begon te krijgen in de Verenigde Staten. Derrida onderscheidde zich van andere deelnemers door gebrek aan expliciete steun voor de structuralistische beweging, die hij vooraf al had bekritiseerd. Hij toonde waardering voor de prestaties ervan, maar had tegelijk bedenkingen bij de interne beperkingen, waardoor men Derrida's denken als een vorm van poststructuralisme zou gaan beschouwen.
De invloed van Derrida's bijdrage aan de conferentie was zo aanzienlijk, dat toen de resultaten van de conferentie in 1970 werden gepubliceerd, de bundel de titel The Structuralist Controversy had gekregen. Op dit congres ontmoette hij de Belgische literaire criticus Paul de Man, met wie hij een lange vriendschap zou delen en die ook een grote bron van controverse zou blijken. Ook ontmoette hij daar de psychoanalyticus Jacques Lacan, over wiens werk hij gemengde gevoelens had.

### 1967-1972
Derrida publiceerde in 1967 drie verzamelbundels: De la grammatologie, L'écriture et la différance en La voix et le phénomène. Deze drie boeken bevatten Derrida's interpretaties van vele filosofen, waaronder zowel de filosofen Jean-Jacques Rousseau, Edmund Husserl, Emmanuel Levinas, Martin Heidegger, G.W.F. Hegel, Michel Foucault, Georges Bataille en René Descartes, als antropoloog Claude Lévi-Strauss, paleontoloog André Leroi-Gourhan, psychoanalist Sigmund Freud, linguïst Ferdinand de Saussure en schrijvers als Edmond Jabès and Antonin Artaud. In deze drie bundels kwamen de "principes" van deconstructie tevoorschijn, niet door theoretische uitleg maar eerder door demonstratie. Derrida's werk van de volgende vijf jaren werd samengevat in twee verzamelbundels in 1972: La dissémination en Marges de la philosophie. Tegelijkertijd werd een bundel interviews gepubliceerd (later, in 1981, samengebundeld als Positions).

### Communicatie
Volgens Derrida lag de relatie tussen het teken en de referent niet vast, maar wordt die bepaald door context, de politieke overtuiging en vooroordelen van zender én ontvanger. (Zie ook: Ferdinand de Saussure).

## Teksten

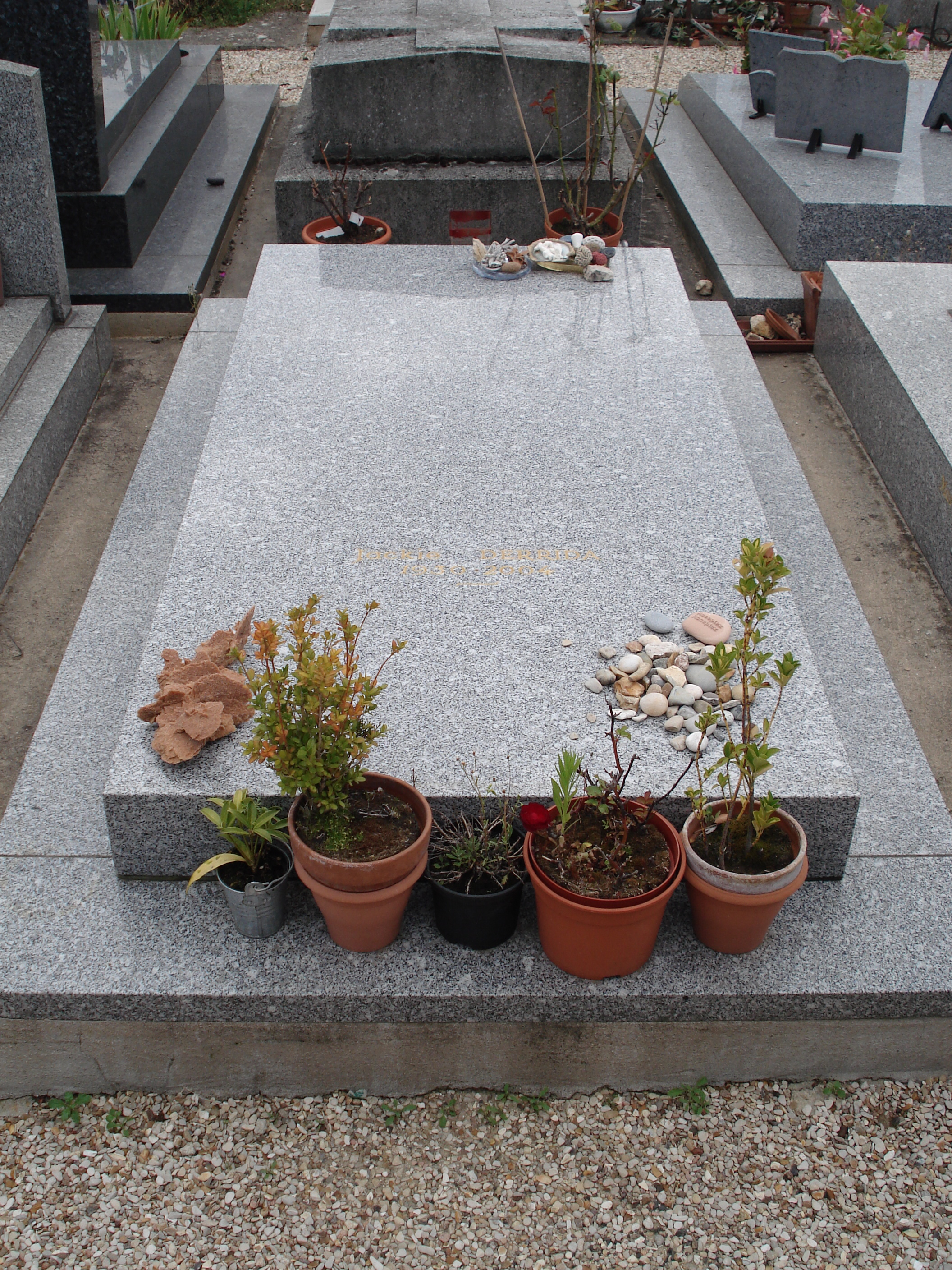
Derrida's graf in Ris-Orangis, Frankrijk

De filosofische teksten van Derrida roepen bij sommige mensen een grote weerstand op. Derrida zei hierover in een interview dat dit soort woede ontstaat wanneer men de manier en het ritme van het lezen niet wil aanpassen.
Belangrijke werken zijn
- La voix et le phénomène (1967) (De stem en het fenomeen: inleiding tot het probleem van het teken in de fenomenologie van Husserl, vert. Jacques Deryckere en Rudolf Bernet, Ambo 1989)
- L'écriture et la différance (1967) (gedeeltelijk in: Geweld en metafysica : essay over het denken van Emmanuel Levinas, vert. Dirk De Schutter, Kok Agora/Pelckmans, 1996)
- De la grammatologie (1967)
- Marges de la philosophie (1972)
- Glas (1974)
- La vérité en peinture (Paris: Flammarion, 1978) (Het eerste hoofdstuk, Parergon, werd naar het Nederlands vertaald door Dr. Ben Overlaet en uitgegeven door Letterwerk (2018). Het boekje is eveneens voorzien van een nawoord waarin Dr. Overlaet ingaat op Derrida's denken).
- Éperons: Les styles de Nietzsche (1978) (Sporen: de stijlen van Nietzsche, vert. Ger Groot, Wereldvenster 1985; SUN 2005)
- De l'esprit: Heidegger et la question (1987)
- Psyché: inventions de l'autre (1987) (gedeeltelijk in: Hoe niet te spreken : Dionysius, Eckhart en de paradigma's van negativiteit, vert. Rico Sneller, Kok Agora/Pelckmans 1997)
- Spectres de Marx (1993)
- Force de loi: Le 'fondement mystique de l'autorité' (1994) (Kracht van wet: het 'mystieke fundament van het gezag' , vert. Rico Sneller, Agora/Pelckmans 2001)
- Mal d'Archive: Une Impression Freudienne (1995)
- De l'hospitalité (1997) (Over gastvrijheid, vert. Walter van der Star & Rokus Hofstede, Boom 1998)
- Donner la mort (1999) (De gave van de dood, vert. Sophia van 't Ende, Klement/Pelckmans 2006)
- Voyous (2003)

## Vertaalde literatuur (selectie)
- Marges van de filosofie (Oorspronkelijke Franse titel: Marges de la philosophie (1972)), Boom, 2019. Vertaald  door Ger Groot.
- Sporen: de stijlen van Nietzsche (Oorspronkelijke Franse titel: Éperons: Les styles de Nietzsche (1972)), Wereldvenster, 1985, SUN, 2005. Vertaald door Ger Groot.
- Parergon (Oorspronkelijke Franse titel: Eerste hoofdstuk van La Vérité en peinture (1978)), Letterwerk, 2018. Vertaald door Ben Overlaet.
- Sjibbolet voor Paul Celan (Oorspronkelijke Franse titel: Schibboleth : pour Paul Celan (1986), Uitgeverij Van Tilt, 2014. Vertaald door Ger Groot.
- Over gastvrijheid (Oorspronkelijke Franse titel: De l’hospalité (1997)), Boom, 1998. Nawoord door Anne Dufourmantelle. Vertaling door Rokus Hofstede (Hoofdstuk ‘Kosmopolieten aller landen, kop op’) en Walter van der Ster (Hoofdstukken ‘Het vraagstuk van het vreemde’, ‘Stappen over de drempel van de gastvrijheid’ en ‘Nawoord’).
- Kracht van wet (Oorspronkelijke Franse titel: Force de loi: Le 'fondement mystique de l'autorité (1994)), omtrent filosofie 2 Maklu Uitgever, 2013. Vertaald door Rico Sneller.